# Cossyphe de Rüppell
Cossypha semirufa
Espèce
Statut de conservation UICN

 LC  : Préoccupation mineure
Le Cossyphe de Rüppell (Cossypha semirufa), également appelé cossyphe à dos brun, est une espèce de passereaux de la famille des Muscicapidae.
Son nom normalisé français a été donné en l'honneur de l'explorateur et zoologiste allemand Wilhelm Peter Eduard Simon Rüppell (1794-1884).